# Sultanbeyli
Sultanbeyli ist eine Stadtgemeinde (Belediye) im gleichnamigen Ilçe (Landkreis) der Provinz Istanbul in der türkischen Marmararegion und gleichzeitig ein Stadtbezirk der 1984 gebildeten Büyükşehir belediyesi İstanbul (Großstadtgemeinde/Metropolprovinz). Sultanbeyli liegt auf der anatolischen Seite der Großstadt und ist seit der Gebietsreform ab 2013 flächen- und einwohnermäßig identisch mit dem Landkreis.

## Geografie
Die Landkreis und Stadtbezirk Suktanbeyli grenzt im Norden und Westen an Sancaktepe, im Osten und Süden an Pendik sowie im Südwesten an Kartal. Der Kreis belegt den Platz 22 der auf der Rangliste der bevölkerungsreichsten Kreise bzw. Stadtbezirk der Provinz Istanbul.

## Verwaltung
Das Dorf wurde 1957 im Kreis Kartal (Bucak Samandıra) gegründet und erhielt 1989 den Status einer Belediye (Gemeinde), also gewissermaßen das Stadtrecht.
Durch das Gesetz Nr. 3806 wurden in der Provinz Istanbul sieben neue Kreise gebildet, darunter auch Sultanbeyli, das aus dem Kreis Kartal ausgegliedert wurde. Zur ersten Volkszählung nach der Eigenständigkeit (2000) wurden 175.700 Einwohner gezählt.
Seit der Verwaltungsreform von 2013/2014 ist das Gebiet der Großstadt mit dem der Provinz identisch, in jedem der İlçe (untergeordnete staatliche Verwaltungsbezirke) besteht eine namensgleiche Stadtgemeinde (Belediye), die jeweils dessen gesamtes Gebiet umfasst. Sie ist einem Stadtbezirk gleichgestellt, wird in Mahalle unterteilt und ist der Großstadtgemeinde untergeordnet.

## Bevölkerung
Als Dorf hatte Sultanbeyli 1985 nur 3.600 Einwohner, zur Volkszählung 1990 hatte die Belediye (Gemeinde) schon 82.298 Einwohner. Die (seit 2007 dokumentiert) ständig wachsende Bevölkerung spiegelt sich auch im Ergebnis der Bevölkerungsfortschreibung (Einwohnermeldesystem ADNKS) für das Jahresende 2020 wider: 343.318 Einwohner auf 24 km² Fläche.

## Bevölkerungsentwicklung durch Fortschreibung
| Jahr      | 2007    | 2009    | 2010    | 2011    | 2012    | 2013    | 2014    | 2015    | 2016    | 2017    | 2018    | 2019    | 2020    |
| --------- | ------- | ------- | ------- | ------- | ------- | ------- | ------- | ------- | ------- | ------- | ------- | ------- | ------- |
| Einwohner | 272.758 | 286.622 | 291.063 | 298.143 | 302.388 | 309.347 | 315.022 | 321.730 | 324.709 | 329.985 | 327.798 | 336.021 | 343.318 |

Die 15 Mahalle (Stadtviertel/Ortsteile) werden von durchschnittlich 22.888 Menschen bewohnt, Battalgazi Mah. ist mit 34.668 Einwohnern der bevölkerungsstärkste Mahalle.